# غرينلاند (نيوهامشير)
غرينلاند (بالإنجليزية: Greenland, New Hampshire)‏ هي بلدة أمريكية تقع في الولايات المتحدة في مقاطعة روكينغهام التابعة لولاية نيوهامبشير. يقدر عدد سكانها بـ 3٫549 نسمة ومساحتها 34.4 كم2 وترتفع عن مستوى سطح البحر 18 متر.